# Fortezza di Pescara
La Fortezza di Pescara, la cui caserma è nota in città come Bagno borbonico, era una fortezza militare del Regno di Napoli costruita nel corso del XVI secolo per volere di Carlo V d'Asburgo. Insieme alle fortezze di Capua, Gaeta e Reggio Calabria, era una delle quattro piazze d'armi principali del regno. Dopo la demolizione di bastioni e cortine di fine 800, e le varie trasformazioni del centro storico pescarese, nel 1998 la caserma di fanteria, unica struttura originale rimasta in gran parte inalterata, è divenuta sede del Museo delle genti d'Abruzzo.

## Storia

### Le fortificazioni bizantine
Prima dell'intervento spagnolo del 1510, Pescara era una cittadina periferica e di scarsa rilevanza all'interno del Regno di Napoli; le opere di difesa cittadine erano costituite solamente da una torre a presidio del ponte romano, dal castello a protezione della porta aperta sul mare nel punto opposto al ponte e da semplici mura che disegnavano uno stretto trapezio attorno all'abitato sulla destra del fiume. Queste mura, inframmezzate da torri di guardia, cingevano i resti dell'antico borgo di Aterno, ormai noto come Pescara, nella zona compresa tra il fiume Pescara, piazza Unione, via dei Bastioni e la ferrovia Adriatica, e risalivano all'epoca bizantina; vennero in seguito restaurate e fortificate una prima volta dai Normanni nel XII secolo, e poi da Giacomo Caldora nel corso del XV secolo.
Queste prime fortificazioni risalivano alla Guerra gotica, con i bizantini che una volta conquistata la città vi edificarono una stretta cinta muraria ed un castello nell'area di piazza Unione. In seguito all'arrivo dei normanni nel XII secolo queste antiche fortificazioni verranno restaurate e rinforzate per ordine dello stesso Ruggero II di Sicilia. La cinta era molto robusta nella parte settentrionale (nell'area della golena sud, alle spalle del Museo delle genti d'Abruzzo), dove raggiungevano lo spessore di 3,60 m. Si suppone che questa porzione avesse tre torri di guardia, di cui due poste lateralmente il ponte romano che collegava la cittadina di Aternum alla piana a nord del fiume, dove si trovava la dogana regia per il passaggio delle barche, ed una rivolta verso il mare nella zona di piazza Unione.
Il lato est, il più corto e rivolto verso il mare, ospitava un'altra porta della città, difesa dal castello bizantino detto Propugnaculum, che sorgeva in piazza Unione. L'ammiraglio turco Piri Reìs, nella sua mappa del 1525, descrisse Pescara come cinta da possenti mura trapezoidali che racchiudevano il castello.

Le ristrutturazioni delle mura operate da Francesco del Borgo e poi da Jacopo Caldora nella prima metà del XV secolo avevano reso Pescara già una piccola roccaforte. Nei documenti redatti da Girolamo Ravizza si espongono i punti deboli delle difese cittadine, in particolare la scarsa consistenza delle sue guarnigioni (nel 1482 bastarono 800 stradioti della cavalleria leggera veneziana ad espugnarne il castello).
Una documento del 1530, conservato nell'archivio generale di Simancas, parla di Pescara come un villaggio semiabbandonato, descrivendo l'ormai compiuto collasso dell'abitato medievale, in cui restavano attive solo le strutture strettamente correlate ai traffici commerciali del porto:

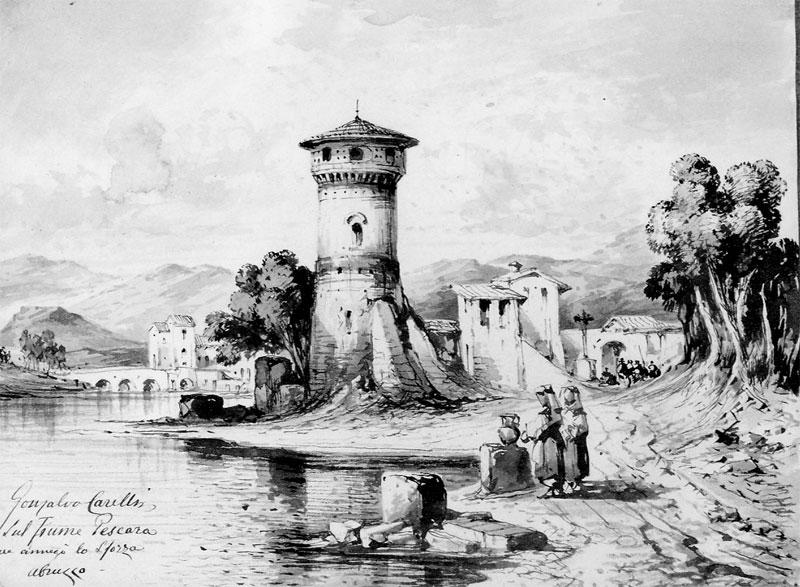
Ricostruzione di Consalvo Carelli di Pescara nel 1424

Nell'insediamento esisteva anche la doganella delle pecore, in zona Rampigna, testimone del passaggio in città del tratturello Frisa-Rocca di Roseto, posta presso il ponte di legno costruito sulle fondamenta di quello romano di Aternum, le cui colonne saranno rappresentate nelle mappe cittadine fino al loro crollo nel XVIII secolo. Nel 1532 l'avvento al potere di Napoli del viceré Pedro Álvarez de Toledo, consapevole dell'importanza strategica della costruzione, fece sì che i lavori della nuova fortezza trapezoidale procedettero con maggiore decisione e intensità.
Per fronteggiare la concreta minaccia (che si materializzerà in città nel 1566) di assalti ottomani, vigorosamente in tutte le coste italiane nel XVI secolo, venne deciso dal governo vicereale che faceva capo a Carlo V di avviare un sistema difensivo costiero, che si concretizzerà nella costruzione delle torri di avvistamento i fiumi e i porti delle principali città marinare, partendo da Martinsicuro per arrivare fino a Gaeta, sulla costa tirrenica, coprendo tutta la costa del meridione italiano. Pescara, essendo un agglomerato urbano sufficientemente esteso, fu scelta come roccaforte marina del Giustizierato d'Abruzzo.

### La costruzione della fortezza

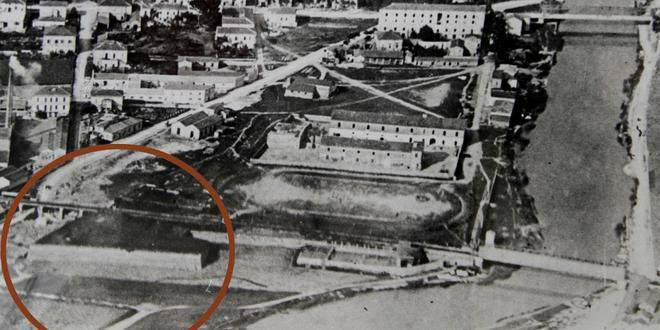
Il bastione San Vitale negli anni 1920

Le fasi iniziali della costruzione della fortezza, iniziata nel 1510, furono influenzate dall'attacco francese del 1527 e dalle scorribande ottomane sempre più frequenti sulle coste italiane.

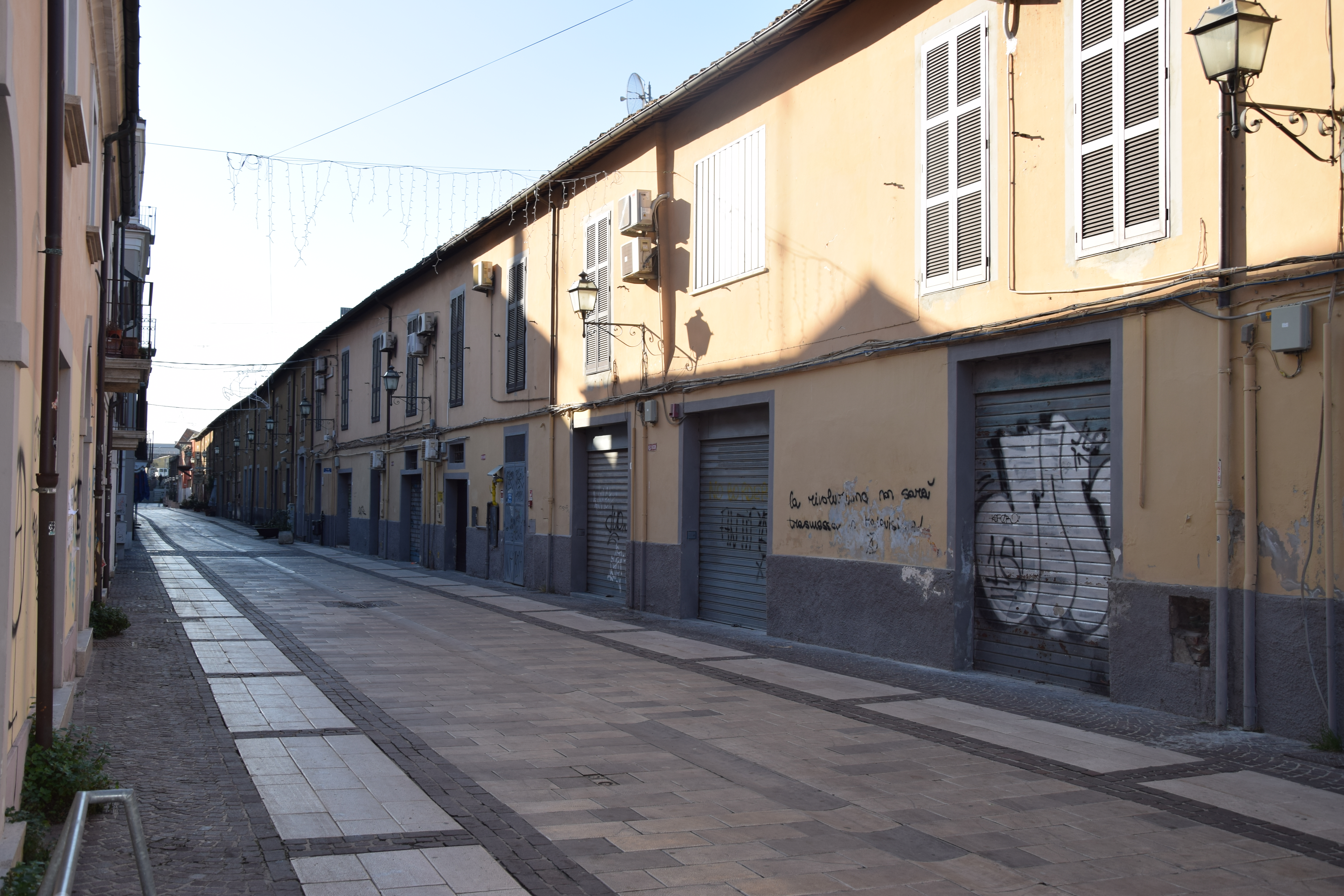
Pescara: via delle Caserme

Su progetto di Gian Tommaso Scala presero dunque l'avvio dei lavori della fortezza pescarese, a forma di pentagono irregolare con sette bastioni ai vertici allo scopo di creare un luogo fortificato di concentramento di truppe in caso di guerra. Pedro Alvarez de Toledo, viceré di Napoli per Filippo II di Spagna, diede ulteriore impulso al piano voluto da Carlo V, e si dedicò ad accrescere le difese marittime e terrestri del regno e quindi della fortezza pescarese; a causa dello scontro prolungato per secoli tra Spagna e Francia emerse la necessità di rafforzare queste modeste opere di difesa (modeste in relazione allo sviluppo tecnologico delle artiglierie), con la costruzione di torrioni bassi e larghi e terrapieni. Furono così aggiunte nuove e più solide fortificazioni sulla riva destra e si aggiunsero sulla riva sinistra del fiume due bastioni raccordati da cortine.
I lavori di fortificazione vennero accelerati in seguito agli eventi della Guerra d'Italia del 1551-1559: il pontefice Paolo IV chiamò nel 1556 il re di Francia Enrico II a intervenire in Italia contro gli Spagnoli, promettendo l'investitura del regno di Napoli a uno dei figli. Il francese Carlo di Rohan-Gié duca di Guisa invase l'Abruzzo, e pur avendo conquistato Teramo e Campli, rimase bloccato dalla resistenza di Civitella del Tronto, e si ritirò perché gli Spagnoli erano intervenuti in favore del nuovo viceré Fernando Álvarez de Toledo duca d'Alba, figlio di Filippo II. Durante gli scontri, il duca d'Alba rilevò l'importanza strategica di Pescara, che avrebbe potuto costituire una seconda sentinella sul confine settentrionale, subito dopo la fortezza di Civitella del Tronto, e dunque i lavori vennero intensificati su ordine del nuovo sovrano. In un documento di Pedro Afán de Ribera duca d'Alcalà del 1560 si cita Pescara con duecento fuochi (circa mille abitanti), principalmente forestieri e con cinquanta famiglie che possedevano case e vigne; la maggior parte degli uomini erano usati come braccianti o forza lavoro per la costruzione del forte.
In una nuova relazione del 1558 del maresciallo Bernardo de Aldana, si chiedeva la realizzazione della fortificazione con bastioni sia sulla riva nord che a sud, mentre il duca d'Alba, facendosi aiutare da Gian Tommaso Scala, il vero progettista ed esecutore della fortezza, concentrò l'azione edificatoria su Pescara, sulla riva meridionale, dove la cinta poteva essere completata in tempi rapidi (assieme a Scala, un altro ingegnere militare menzionato è un certo Antonio Conde; sia Scala che Conde peraltro appaiono attivi in altri progetti di architetture militari all'interno del regno di Napoli). Tra il 1559 ed il 1560 fu eretto il bastione di San Giacomo, che era posto tra via Italica e via Vittoria Colonna, nel 1560 fu realizzato il terrapieno del bastione Sant'Antonio a monte del fiume, presso la vecchia torre normanna di via Orazio, completato successivamente, e nel 1562 si aggiunse il bastione di San Nicola, detto "Torrione"; era il bastione sud, presso l'odierno incrocio tra via Vittoria Colonna, viale Marconi e via Vespucci. Il 1563 fu l'anno di svolta per la fortezza, quando vennero realizzate le casermette per l'alloggiamento dei militari, mentre si lavorava al bastione San Rocco (presso la stazione ferroviaria Porta Nuova), e al bastione San Cristoforo o della Bandiera, che era posto lungo il lato est del fiume, coevo del Sant'Antonio al lato ovest. In una relazione del 1566 di Ferrante Loffredo, marchese di Trevico, la fortezza di Pescara poteva definirsi quasi completata. Le carte geografiche dell'epoca, che riportano ancora la presenza dell'edificio circolare di Santa Gerusalemme, testimoniano quantomeno la sopravvivenza dell'antico edificio di culto, di cui le ultime attestazioni storiche risalivano al XII secolo.

### Riduzione dell'importanza strategica e demolizione

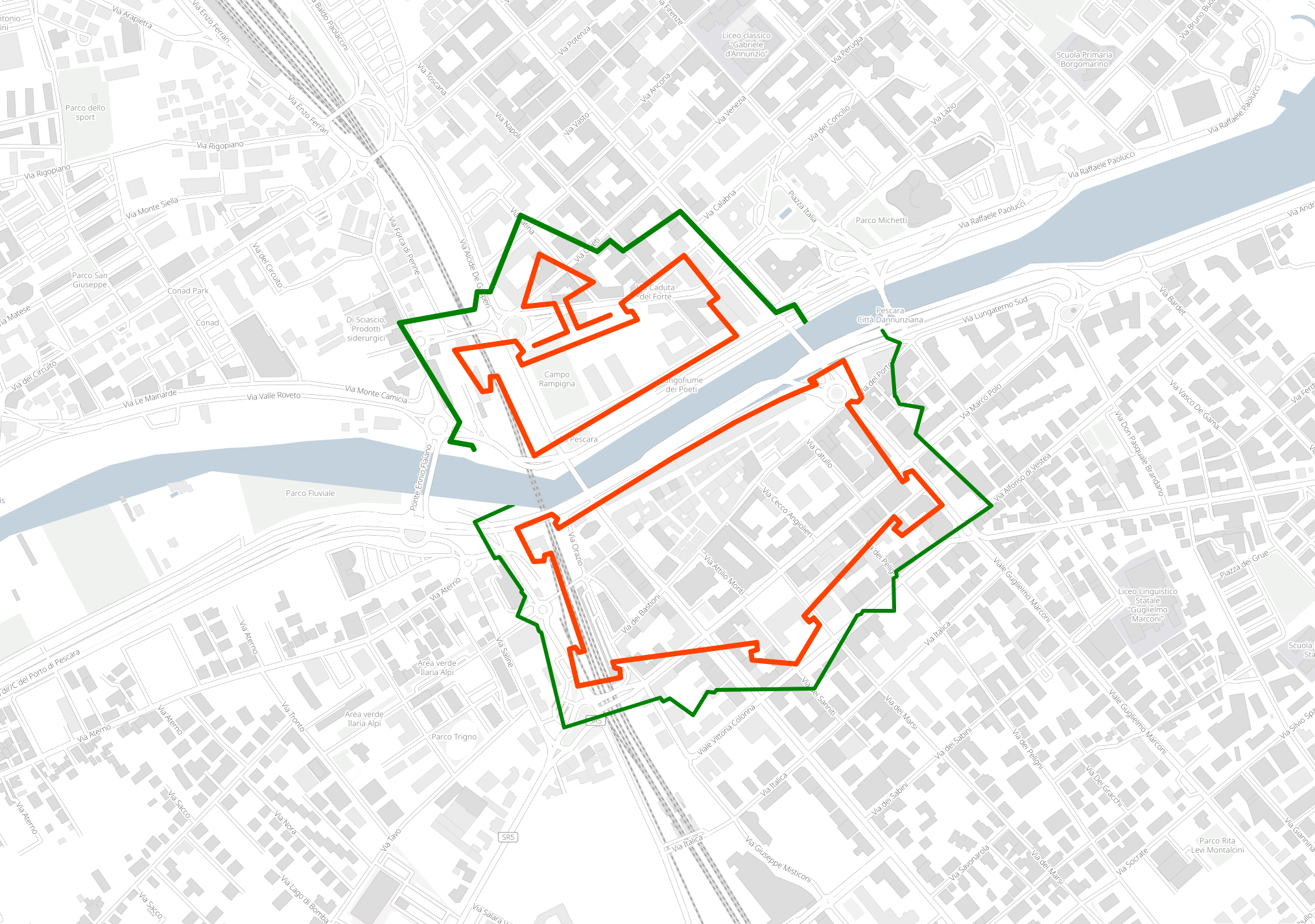
L'area occupata dalla fortezza

Agli inizi del XIX secolo, essendo ormai scomparsa la minaccia di nuove azioni belliche, le cortine furono in più punti abbandonate; la struttura delle caserme, utilizzata anche come carcere, fu l'unica a rimanere attiva mentre le altre strutture difensive, in particolare nel periodo postunitario, vennero abbattute o interrate per favorire lo sviluppo urbano. In quegli anni il carcere della struttura, il "Bagno penale borbonico", diventerà noto per la dura repressione di Gioacchino Murat nel 1806 e più avanti dei moti insurrezionali del 1848: il carcere fu descritto come una vera e propria camera di tortura per gli internati, che spesso morivano di stenti, per le ferite delle torture o per le malattie causate dall'aria malarica proveniente dalle adiacenti aree golenali, all'epoca paludose. Nel 1853 una piena del fiume Pescara allagò la struttura provocando numerose vittime fra i carcerati. Prima dell'unificazione italiana vi fu rinchiuso anche il patriota Clemente de Caesaris, che soprannominerà il carcere "sepolcro dei vivi". Il 17 ottobre 1860 Vittorio Emanuele II, in viaggio verso l'incontro di Teano, visitò la fortezza, che lo meravigliò per la sua imponenza. Dal bastione "Bandiera", nell'area di piazza Unione, osservando le aree che in seguito saranno occupate dalla città adriatica, esclamò la famosa frase «Oh, che bel sito per una grande città», in seguito scolpita sulla torre comunale. Nel 1882 venne approvato il primo piano regolatore della città di Pescara, che prevedeva la costruzione di nuovi spazi pubblici, l'ammodernamento delle vie di comunicazione e l'abbattimento di alcune parti della fortezza per ricavare abitazioni.
Nel primo '900 Gabriele D'Annunzio, nelle sue Novelle della Pescara, raccontò storie ambientate nel periodo della sua fanciullezza, mentre testimonianze più crude della vita del carcere provengono dalle lettere dei patrioti abruzzesi ivi rinchiusi Ettore Carafa e Clemente de Caesaris. La caserma, dopo la chiusura del carcere, continuò la sua attività fino al bombardamento di Pescara del 1943, anno del definitivo abbandono.
La fortezza era ancora quasi del tutto integra al tempo della visita nel 1860 del re Vittorio Emanuele II, il quale si espresse a favore della demolizione delle mura per consentire lo sviluppo della città. A causa delle mura infatti, e della palude delle Saline che si estendeva dalle mura fino all'area della Pineta, Pescara si sviluppò al livello urbano con forte ritardo rispetto al vicino centro di Castellammare, che nel 1881 stava già avviando la massiccia colonizzazione delle zone costiere. I bastioni e le cortine vennero demoliti, interrati od inglobati nelle nuove costruzioni (come le fondamenta dei bastioni San Cristoforo e Sant'Antonio, su cui vennero poggiati rispettivamente ponte Risorgimento e il vecchio ponte ferroviario).
Negli anni '30 il processo di demolizione delle mura della fortezza e di espansione del centro abitato poté dirsi compiuto, restando integra solo la parte fortificata di via delle Caserme.
Fotografie storiche mostrano gli ultimi resti della fortezza, ormai irriconoscibile, prima dei bombardamenti; della struttura era sopravvissuta soltanto la fascia presso la riva meridionale del fiume, la lunga struttura con tetto a spioventi e finestre del carcere-caserma. Dopo i danneggiamenti della seconda guerra mondiale, la caserma è stata recuperata soltanto nel 1982, e dal 13 marzo 1998 vi ha sede il Museo delle Genti d'Abruzzo. Resti dei bastioni sono stati rinvenuti presso piazza Unione (il san Cristoforo-Bandiera), via dei Bastioni e sulle fondamenta del ponte di ferro della ferrovia in via Orazio (bastione Sant'Antonio).
Sino alla seconda guerra mondiale resisteva il bastione San Vitale, nel quartiere Rampigna, mentre l'altro bastione della riva settentrionale, il San Francesco, veniva distrutto e rimpiazzato dal teatro Massimo.
Di questa imponente struttura, che ospitava in base alle esigenze dai cento ai settecento militari, resta in piedi solamente la caserma borbonica con annesso il carcere (all'interno del quale, durante le frequenti alluvioni, molte celle venivano invase dalle acque, spesso causando la morte degli occupanti), sede del Museo delle genti d'Abruzzo; è sopravvissuto al passaggio del tempo anche un registro contabile della metà del secolo appartenuto al portulano (il guardiano del porto, incaricato di sovrintendere al traffico delle merci e all'imposizione dei dazi, e nell'Italia meridionale anche ufficiale preposto alla manutenzione delle strade, all'edilizia e alla distribuzione delle acque) di Pescara, tal Bonfiglio, che contabilizzava le merci nell'ambito della fortezza.
Lo storico corso Manthonè è rimasto sostanzialmente inalterato, mentre cambiamenti evidenti si sono susseguiti nel perimetro del centro storico pescarese dopo la ricostruzione del secondo dopoguerra, con l'edificazione di palazzi moderni lungo via D'Annunzio, via dei Bastioni, piazza Unione, piazza Garibaldi e via Conte di Ruvo, mentre a nord del fiume l'area della dogana tra i bastioni San Vitale e San Francesco è diventata sede della questura.
Nella primavera 2020 in occasione di lavori alla linea ferroviaria, in corrispondenza di piazza Martiri Dalmati, sono stati scoperti ambienti del bastione San Vitale, su cui venne appoggiata la stessa ferrovia al tempo della sua costruzione. Contestualmente, nel limitrofo campo rampigna è stato rinvenuto sempre in quei giorni un tratto di mura della fortezza, unitamente a reperti ancora più antichi relativi alla città romana di Aternum.

## Azioni militari

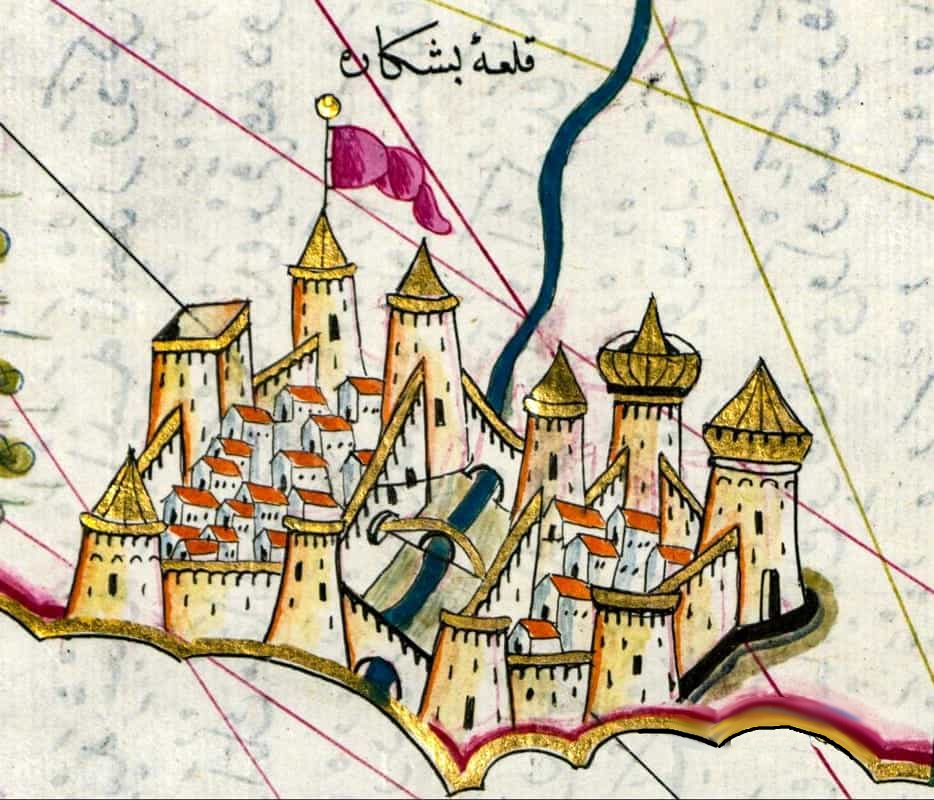
La fortezza in una mappa di Piri Reìs

Il primo evento bellico che coinvolse la fortezza avvenne nel 1566, quando Pescara fu oggetto di un assalto portato dalla flotta ottomana di centocinque galee e settemila uomini dell'ammiraglio Piyale Paşa, capitan pascià (Kapudanpaşa) della flotta agli ordini del sultano Solimano il Magnifico. La fortezza tuttavia non fu presa, anche per il decisivo contributo del condottiero Giovan Girolamo Acquaviva duca di Atri, il quale organizzò la resistenza del forte e respinse gli attacchi dispiegando un fuoco di sbarramento dal bastione principale con tutte le artiglierie disponibili, dissuadendo l'ammiraglio turco dal perseverare nell'attacco e costringendo gli aggressori alla fuga. Questi si accanirono, allora, contro Francavilla al Mare, Ripa Teatina, Ortona, San Vito Chietino, Vasto, Casalbordino, Serracapriola, Guglionesi e Termoli, che subirono distruzioni, deportazioni e saccheggi. Tuttavia l'ammiraglio ottomano non conseguì l'obiettivo strategico della spedizione, ovvero la conquista delle Isole Tremiti e del santuario di Santa Maria a Mare, anche a causa della tenace resistenza di Pescara. A tal proposito, Giovanni Andrea Tria, riferendo di quanto riportato da Tommaso Costo nella Istoria del Regno di Napoli, così scrive:
(Giovanni Andrea Tria, Memorie Storiche)
Per la posizione strategica del sito e per la presenza stessa della grande fortezza, Pescara subì dalla metà del Seicento al primo Settecento numerosi attacchi: Giovan Girolamo II Acquaviva d'Aragona, comandante della guarnigione militare di Pescara nel 1707, dovette affrontare l'attacco austriaco seguito allo scoppio della guerra di successione spagnola. Con 800 uomini il duca d'Atri tenne bloccato per un mese l'esercito asburgico di oltre 9.000 austriaci, tuttavia la fortezza in seguito venne presa. Nel 1734 durante la guerra di successione polacca, Spagnoli e Austriaci si scontrarono nuovamente a Pescara, ancora sotto il controllo austriaco. Dopo che Carlo III di Borbone venne proclamato re di Napoli, gli spagnoli, insieme alla forze di Francesco Eboli duca di Castropignano, assediarono la fortezza, acquartierandosi presso il convento di San Giuseppe dei Cappuccini (oggi quartiere dell'ospedale). L'assedio ci fu il 20 giugno dell'anno, e le cannonate austriache danneggiarono il convento dove erano acquartierati gli spagnoli, ma disponendo gli austriaci di solamente 800 uomini, vennero infine sconfitti e la fortezza liberata il 4 agosto 1734.
L'ultimo grande assedio della fortezza ci fu durante la proclamazione della Repubblica Partenopea nel 1799, quando gli insorti liberali Ettore Carafa e Gabriele Manthoné di Pescara, cercarono di deporre il governo borbonico anche nella città abruzzese. In seguito a questi eventi la fortezza iniziò ad essere smantellata, e le caserme poste sulla riva sud del fiume furono dotate di carceri per i dissidenti politici. La fortezza subì nel 1815 un ultimo assedio quando gli austriaci, con un bombardamento a cannoni effettuato da Colle Pizzuto e Villa del Fuoco, indussero i francesi a guardia del forte a dichiarare la resa. Alla guida del regno, terminata la parentesi napoleonica, giunsero i Borbone che unificando in una sola corona i due regni di Napoli e di Sicilia diedero vita al Regno delle Due Sicilie. La fortezza venne quindi progressivamente smantellata, mentre le caserme videro crescere di importanza le proprie carceri, che divennero una delle prigioni speciali del regno per dissidenti politici: vi vennero rinchiusi vari patrioti meridionali del Risorgimento, tra cui Clemente de Caesaris, in seguito all'insurrezione dei "martiri Pennesi" nel 1837, che le descriverà eloquentemente come "sepolcro dei vivi".

## Descrizione

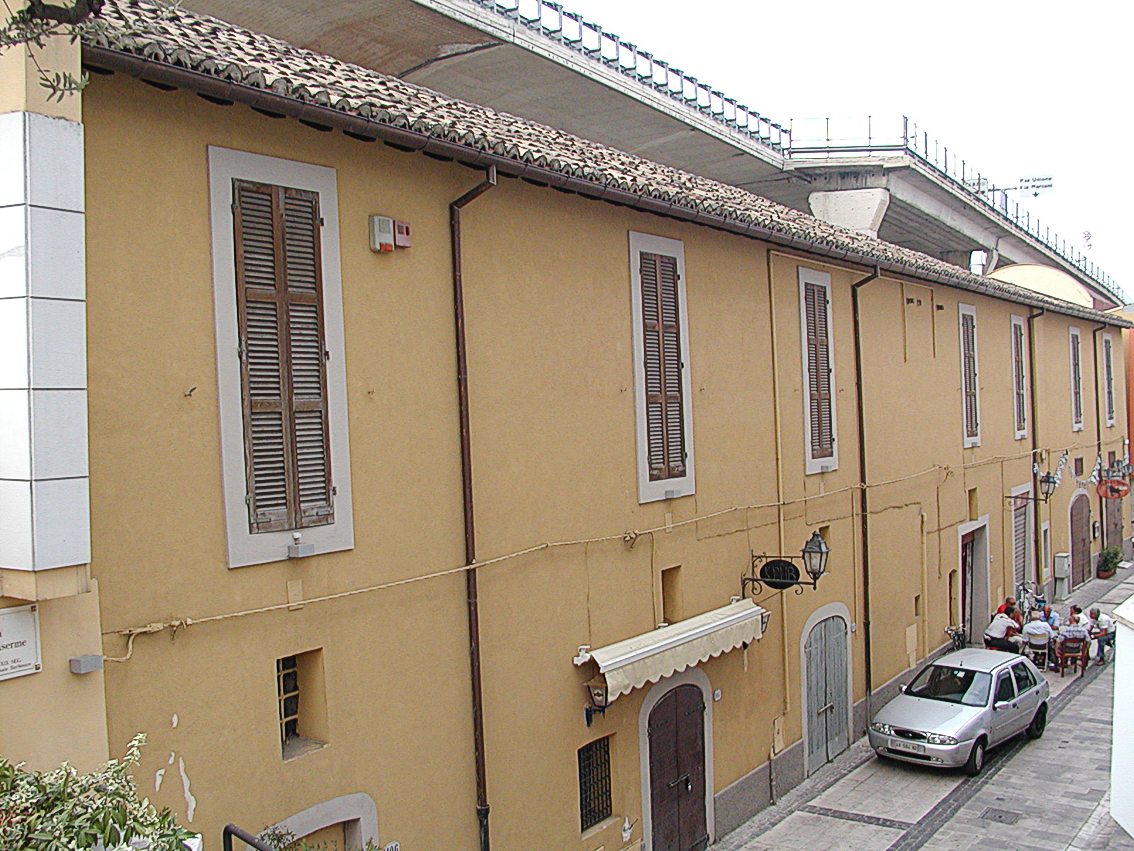
Un tratto integro dell'edificio delle caserme, sovrastato dall'adiacente sopraelevata della SS16 dir/C

I bastioni a punta, unitamente al rivellino, limite estremo di osservazione a nord-ovest, chiamato "mezzaluna", conferivano alla fortezza la tipica forma a stella. Il fiume scorreva all'interno, dividendo la cittadella dentro le mura dalla piazzaforte; gli spalti mutuavano il perimetro della piazzaforte. Un corridoio viario largo dieci metri, adibito a ronda, costituiva il primo fronte di controllo esterno. All'interno delle mura, postazioni fisse di sorveglianza armata insistevano sistematicamente ad una distanza di circa sessanta metri.
In corrispondenza dei bastioni il camminatoio diventava unico corpo con il punto di sorveglianza. L'altezza dei bastioni era vincolata dalle necessità difensive e dal piano del terreno rispetto al fiume. Mediamente raggiungeva i dieci metri. In prossimità della "mezzaluna" la fascia di rispetto e di garanzia difensive era ancora maggiore. I punti maggiormente sensibili della piazzaforte svettavano in altezza con ulteriori costruzioni per l'osservazione e di difesa. Il muro di scarpa esterno era caratterizzato da una pendenza intorno ai dieci gradi, riportava un'altezza di 4,60 metri, con forma della pietra circolare, inserita all'interno della struttura, per ammortizzare i carichi delle strutture superiori.
Un'ulteriori elevazione verticale di 2,50 metri concludeva in altezza il primo avanzato assetto ostativo d'ingresso alla cittadella. Il perimetro della cinta interna era di 2224 metri sulla destra e 673 sulla sinistra, e l'edificio delle Caserme, sulla golena sud, rappresentava un'ulteriore cortina di difesa. 
Il borgo di Pescara, all'interno delle mura, contava una piazza Maggiore (piazza Garibaldi) e una piazza d'Armi (fra via Vittoria Colonna e via Conte di Ruvo); nel XVII secolo aveva una superficie di 4500 m², compresa la rete viaria.

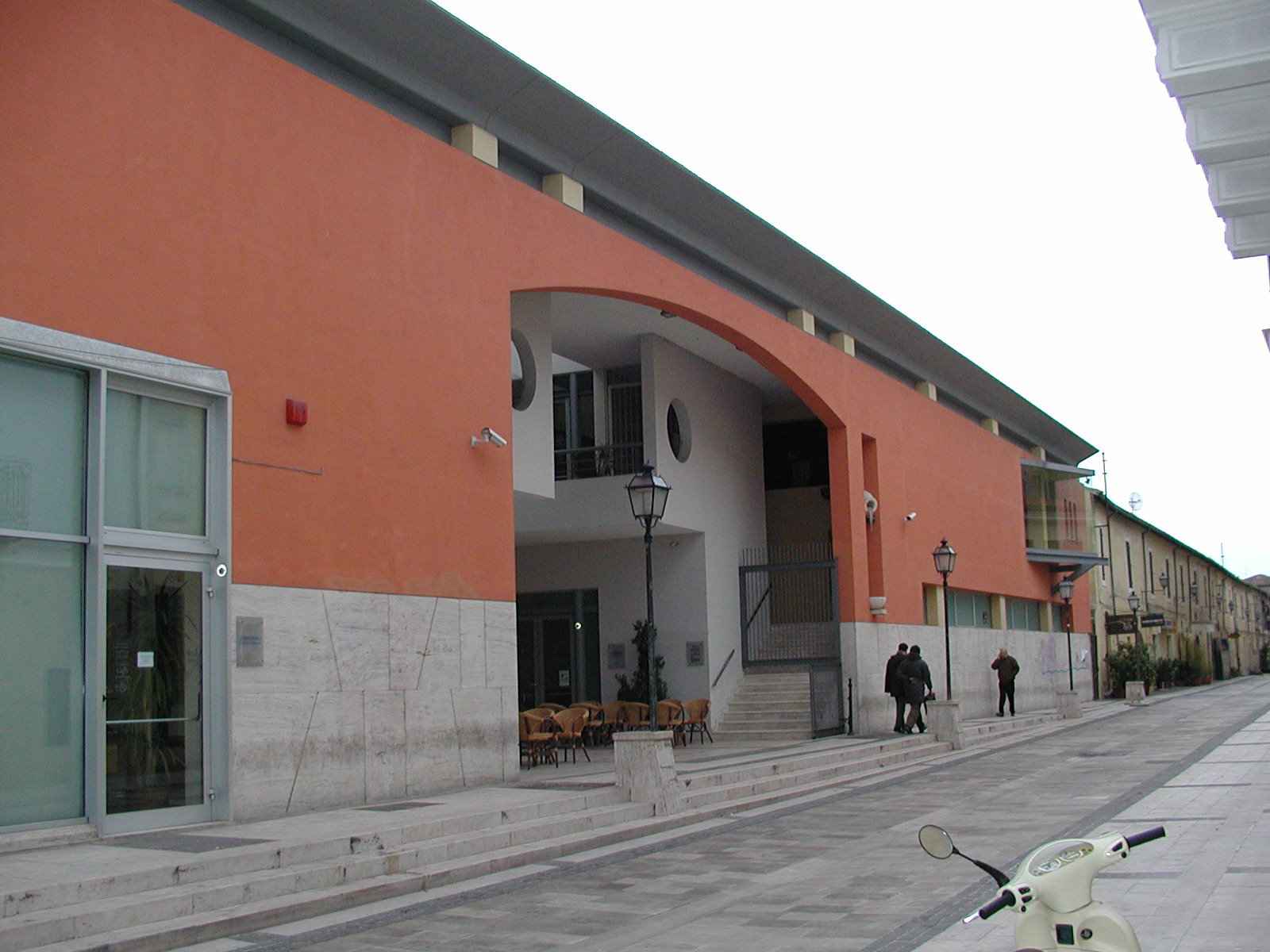
L'ingresso del museo delle genti d'Abruzzo, in passato porta principale di accesso alla fortezza

Secondo le cronache, alla maggior parte dei bastioni corrispondevano dei luoghi di culto, in gran parte oggi scomparsi. Prima delle distruzioni del 1943 resistevano la chiesa del Sacramento o di san Cetteo (demolita nel 1933 e sostituita dalla nuova cattedrale), la chiesa di sant'Antonio, la chiesa del Rosario e la chiesa di san Giacomo in via dei Bastioni.
Nei pressi del ponte D'Annunzio si trovava porta Sala, dove si conduceva il sale marino verso le principali città del Regno, e all'ingresso della zona nord della fortezza c'era un ulteriore ingresso, detto porta Cappuccini. Altre porte non più esistenti erano porta San Cristoforo, porta Ortona, Porta Nuova (presso piazza Garibaldi, ricavata dal grande arco formato dal portale di una chiesa settecentesca incompiuta) e porta Chieti.
La porta maggiore si trovava su via delli Quartieri (via delle Caserme), avente forma di un arco romanico alto sei metri e largo quattro; in sostituzione della porta, bombardata durante la Seconda guerra mondiale, è stato costruito l'ingresso del museo delle Genti d'Abruzzo che ne ricalca l'apertura.

### Muro di via Caduta del Forte
Si conservano dei tratti di mura a scarpa in conci di pietra squadrati nell'area a nord del fiume, tra via Spalti del Re e via Caduta del Forte, nella zona del Campo Rampigna. Il muro delimitatava l'area della Gabella del dazio e l'arsenale artiglieria, oggi occupata dalla nuova Questura, con accanto la cappella settecentesca ancora esistente della Madonna del Carmine.
Tale zona venne attaccata dai francesi nel 1799, quando Pescara venne presa a cannonate, ed era anche il magazzino principale delle artiglierie, smantellato definitivamente negli anni 1950. In alcune fotografie d'epoca era ancora visibile il bastione di San Vitale, usato come deposito di Villa Rampigna, in seguito demolito quando il nuovo centro urbano di Pescara si dilatò nel secondo dopoguerra, divenendo un campo militare. Vi si trovava porta Cappuccini, che conduceva all'ingresso occidentale dalla piana del convento di san Giuseppe sposo (nell'area di via Passolanciano). Il bastione San Francesco era invece già stato demolito da tempo nel 1936, quando al suo posto Vincenzo Pilotti vi costruì il teatro Massimo.

### Cappella militare della Madonna del Carmine
La chiesa era la cappella di questa porzione della fortezza, ed è stata in seguito inglobata nella questura di Pescara, nella zona di via Caduta del Forte compresa tra i bastioni San Francesco e San Vitale; fu costruita circa nel XVII secolo ed era citata nelle relazioni vescovili come "Ecclesiae villae Rampinae intus Fortellicium Piscariae", poiché cappella di Villa Rampina. Fino al 1665, con la costruzione della chiesa dei Sette Dolori, era la chiesa principale del primitivo abitato di Castellammare. Al suo interno nella parete di fondo era situato un altorilievo in gesso del 1600 raffigurante la Vergine del Carmelo che tiene il Bambino. Successivamente sconsacrata, la chiesa conserva tuttora il suo aspetto originale, dopo un restauro del 1997, ed è a navata unica, con tratti artistici ancora visibili presso l'interno.
La facciata principale era circoscritta da una cornice aggettante, che proseguiva verso il basso, con andamento spezzato e angolare, lungo tutto il perimetro della parete. La volta rilevava un ordito sottile di riquadri in stucco arricchiti da motivi fitomorfi, in stile compendiario. Nel tempo la chiesa fu usata per i militari, fino a perdere dopo il 1806 la sua funzione religiosa. Divenne magazzino della ccuola di Polizia, e nel 1997 il provveditorato per le opere pubbliche d'Abruzzo ne decise il restauro. Fu isolata la pavimentazione interna dal sottostante terreno con un vespaio aerato, utilizzando elementi plastici, che formano una struttura portante, al di sopra di cui è stata predisposta una soletta in cemento armato per creare la pavimentazione. Analogo intervento è stato realizzato per il perimetro esterno, per evitare il salire dell'umidità dal fiume. Le pareti esterne in passato scalcinate sono state trattate in intonaco, le tinteggiature interne sono state eseguite in tricromia con pittura abase di latte di calce su pareti, cornicioni, lesene e festoni.